# Żołądkoród południowoqueenslandzki
Żołądkoród południowoqueenslandzki, żaba gęborodna (Rheobatrachus silus) – gatunek wymarłego płaza bezogonowego z rodziny żółwinkowatych (Myobatrachidae). Występował w południowo-wschodnim Queenslandzie w Australii. Prawdopodobnie wyginął na początku lat 80. XX wieku, ponieważ od tego czasu, mimo poszukiwań, nie został stwierdzony. Przyczyną drastycznego spadku liczebności w ciągu kilku lat, a następnie wymarcia gatunku, była prawdopodobnie grzybicza choroba – chytridiomikoza.
Na podstawie badań biochemicznych nie udało się ustalić szczegółowego drzewa ewolucyjnego żaby, prócz potwierdzenia tezy o bliskim spokrewnieniu z gatunkiem Rheobatrachus vitellinus.

## Rozród
Samice połykały zapłodnione jaja, które rozwijały się aż do przeobrażenia w żołądku. Rozwój młodych odbywał się w rejonie dna żołądka oraz bliższej części jego trzonu, sam żołądek natomiast wydłużał się na czas „ciąży”. Wydłużeniu towarzyszyło uczynienie cieńszą mięśniówki żołądka, włącznie z możliwym przerwaniem tejże, bez naruszenia podstawy z tkanki łącznej. W tym czasie żołądek nie produkował enzymów trawiennych – ich sekrecja była hamowana przez prostaglandynę PGE2 produkowaną przez ciała rozwijających się młodych. Po przeobrażeniu młode osobniki wydostawały się przez jamę gębową. Pełny powrót żołądka do czynności trawiennych i sekrecyjnych, a także kształtu ogólnej cytoarchitektoniki narządu, dokonywał się w przeciągu 8 dni od wydostania się młodych.
Samo wydostawanie się młodych także przebiega inaczej niż u innych gatunków – w pozostałych przypadkach, przełyk matki wykonując ruchy propulsywne, prowokuje wymioty, w wyniku których młode wydostają się z ciała matki. W przypadku jednak R. silus to młode inicjowały swoje wydostawanie się, a organizm matki pozostawał relatywnie bierny.